# Torojatl
Torojatl är en ort i Mexiko.   Den ligger i kommunen Tamazunchale och delstaten San Luis Potosí, i den sydöstra delen av landet, 200 km norr om huvudstaden Mexico City. Torojatl ligger 760 meter över havet och antalet invånare är 116.
Terrängen runt Torojatl är huvudsakligen kuperad, men västerut är den bergig. Runt Torojatl är det ganska tätbefolkat, med 56 invånare per kvadratkilometer. Närmaste större samhälle är Tamazunchale, 9,9 km norr om Torojatl. I omgivningarna runt Torojatl växer huvudsakligen savannskog.